# Marcelle Guillemot
Pour les articles homonymes, voir Guillemot.
Marcelle Guillemot, née à Paris 14e le 23 janvier 1907 et morte à Paris 12e le 23 octobre 1960, est une résistante française reconnue Juste parmi les nations par Yad Vashem en 1989 pour son action en faveur des Juifs pendant la Seconde Guerre mondiale, particulièrement pour son organisation du sauvetage de nombreux jeunes juifs parisiens. 

## Biographie
Marcelle Guillemot naît en 1907,, le 23 janvier, dans le 14e arrondissement de Paris. Elle devient assistante sociale à Paris. Elle a trente-deux ans au début de la Seconde Guerre mondiale.
Pendant l'Occupation, elle est la directrice de la Clairière, une œuvre protestante médico-sociale située à Paris dans le quartier des Halles, et comportant un patronage d'enfants. Elle reçoit le 13 février 1943 la visite de Suzanne Spaak, une résistante envoyée par le pasteur du temple protestant de l'Oratoire du Louvre auquel est rattachée la Clairière, Paul Vergara. Suzanne Spaak lui donne son plan pour sauver les enfants juifs hébergés par l'Union générale des israélites de France (UGIF), et qui risquent d'être déportés en Allemagne.
Marcelle Guillemot se poste le lendemain à la sortie du temple où le pasteur a lancé un appel aux bonnes volontés. Elle recrute une trentaine de fidèles, qu'elle charge d'aller chercher des enfants à l'UGIF comme pour les emmener en promenade. 
Soixante enfants juifs lui sont ainsi amenés le lundi 15 février à la Clairière. Marcelle Guillemot, avec l'aide de paroissiens et d'éclaireuses unionistes, organise leur placement dans des familles à Paris puis en banlieue et en province. Les enfants sont convoyés par des éclaireuses aînées. Ils seront tous saufs,. Elle cache des employées de l'UGIF dans des familles de la paroisse.
Marcelle Guillemot et Paul Vergara font ensuite de la Clairière un centre de secrétariat de la Résistance et une « boîte aux lettres » pour les courriers, postes émetteurs, armes et journaux.
La Gestapo se présente le 23 juillet 1943 au centre qu'elle dirige. Elle ne leur ouvre pas, détruit rapidement tous les papiers et documents compromettants concernant les activités de résistance et de sauvetage, puis s'enfuit par la verrière du toit et se cache à proximité.
Après la guerre, elle reçoit la médaille de la Résistance. Elle siège au Comité central de la Ligue internationale contre l'antisémitisme (LICA).
Elle meurt en 1960, le 23 octobre, dans le 12e arrondissement de Paris.

## Distinctions
- Médaille de la Résistance française (décret du 11 mars 1947)
- Reconnue Juste parmi les nations le 4 octobre 1989 par l'institut de Yad Vashem pour son implication dans le sauvetage des Juifs[4].